# Метеороїд

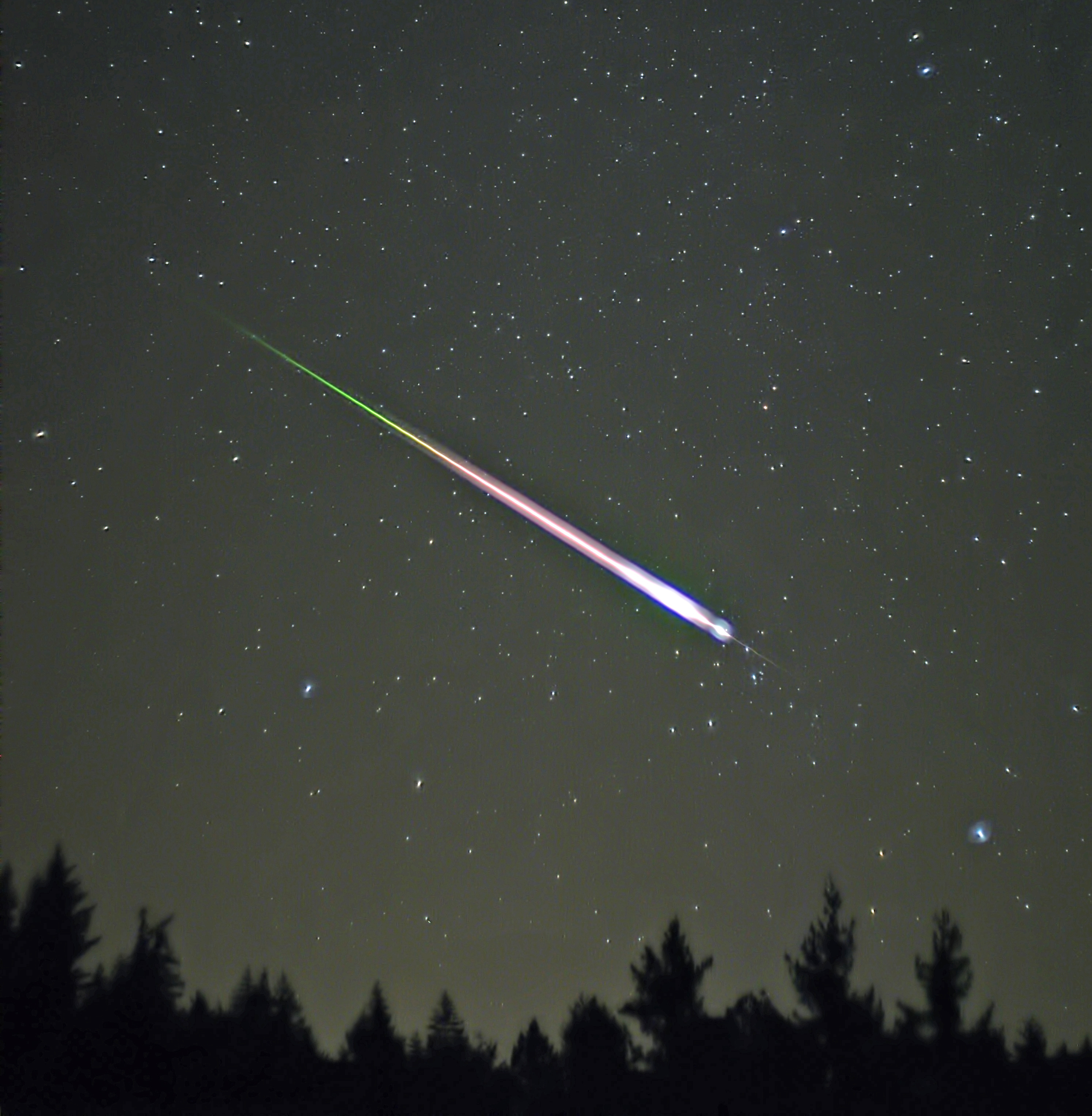
Фото метеора

Анімаційна ілюстрація відмінностей між метеороїдом, метеором і метеоритом

Метеоро́їд —  невелике тверде небесне тіло, що рухається у міжпланетному просторі, розміром значно менше ніж астероїд, але значно більше ніж атом. Лондонське королівське астрономічне товариство висунуло інше формулювання, згідно з яким метеороїд — це тіло діаметром від 100 мкм до 10 м. Інші джерела обмежують розміри метеороїда до 50 м[джерело?]. 
Видимий слід метеороїда, який увійшов у атмосферу Землі, називається метеором, а метеороїд, що впав на поверхню Землі — метеоритом.
Найдрібніші метеорні тіла інтенсивно розсіюють сонячне світло і спостерігаються у вигляді зодіакального світла. За фотографічними і радіолокаційними спостереженнями визначено орбіти декількох десятків тисяч метеорних тіл. Переважна більшість їх рухається еліптичними орбітами навколо Сонця. Метеороїди скупчуються в площині екліптики й рухаються в тому ж напрямку, що й планети. Рух метеорних тіл визначається гравітаційним тяжінням Сонця і планет, а також негравітаційними силами, що є результатом взаємодії метеорних тіл з електромагнітним і корпускулярним сонячним випромінюванням (світловий тиск, ефект Пойнтінга — Робертсона тощо). Світловий тиск може виштовхувати за межі Сонячної системи найдрібніші метеорні тіла (менші 10-4 см). У більших, але не досить великих, тіл під дією ефекту Пойнтінга — Робертсона поступово зменшуються розміри та ексцентриситет орбіти, із часом вони можуть впасти на Сонце. На шляху до Сонця метеорне тіло може бути захоплене планетами; найбільше речовини перехоплює Юпітер. Час існування метеорних тіл у внутрішніх областях Сонячної системи (усередині орбіти Юпітера) набагато менший за вік власне планетарної системи. Тому метеорна речовина тут постійно поповнюється.